# Ásza-Zág
Ásza-Zág vagy nyugati átírásokban Assa-Zag egy tartomány Marokkóban. A Guelmim–Es-Semara régióhoz tartozik és az ország déli részén, Algéria és a Nyugat-Szahara határánál helyezkedik el. A vidéknek 43 535 lakosa van (2004).

## Települések
| Település        | Lakosok száma (1994. szeptember 2.) | Lakosok száma (2004. szeptember 2.) |
| ---------------- | ----------------------------------- | ----------------------------------- |
| Assa             | 8316                                | 12 905                              |
| Touizgui         | 5463                                | 4177                                |
| Zag              | 2759                                | 12 653                              |
| Aouint Yaghomane | 2081                                | 2004                                |
| Aouint Lahna     | 1394                                | 2234                                |
| Al Mahbass       | 1193                                | 7331                                |
| Labouirat        | 635                                 | 2231                                |

## Fordítás
Ez a szócikk részben vagy egészben  az   Assa-Zag című német Wikipédia-szócikk fordításán alapul.  Az eredeti cikk szerkesztőit annak laptörténete sorolja fel. Ez a jelzés csupán a megfogalmazás eredetét és a szerzői jogokat jelzi, nem szolgál a cikkben szereplő információk forrásmegjelöléseként.